# Bijeongsanghoedam
Bijeongsanghoedam (hangeul: 비정상회담, titolo internazionale Non-Summit) è stato un talk show e variety show televisivo sudcoreano, trasmesso sulla rete JTBC dal 7 luglio 2014 al 4 dicembre 2017. Lo show presenta un cast di uomini non coreani che risiedono in Corea, e che dibattono su vari argomenti e sulla cultura del paese vista dagli stranieri.

## Membri

### Membri attuali
| Paese       | Nome coreano      | Nome              | Episodi           |
| ----------- | ----------------- | ----------------- | ----------------- |
| Stati Uniti | 마크 테토         | Mark Tetto        | 24, 103-in corso  |
| Francia     | 오헬리엉 루베르   | Auréllien Loubert | 103-in corso      |
| Canada      | 기욤 패트리       | Guillaume Patry   | 1-in corso        |
| Italia      | 알베르토 몬디     | Alberto Mondi     | 1-in corso        |
| Pakistan    | 자히드 후세인     | Zahid Hussain     | 103-in corso      |
| Cina        | 왕심린            | Wang Xinlin       | 106, 111-in corso |
| Svizzera    | 알렉스 맞추켈리   | Alex Mazzucchelli | 103-in corso      |
| Giappone    | 오오기 히토시     | Hitoshi Ogi       | 105, 111-in corso |
| Germania    | 니클라스 클라분데 | Niklas Klabunde   | 103-in corso      |

### Ex-membri
| Paese       | Nome                   | Episodi    |
| ----------- | ---------------------- | ---------- |
| Regno Unito | James Hooper           | 1-4        |
| Australia   | Daniel Snoeks          | 1-17       |
| Turchia     | Enes Kaya              | 1-22       |
| Russia      | Ilya Belyakov          | 20, 28-52  |
| Nepal       | Sujan Shakya           | 27-52      |
| Australia   | Blair Williams         | 22, 28-52  |
| Francia     | Robin Deiana           | 1-52       |
| Belgio      | Julian Quintart        | 1-52       |
| Giappone    | Takuya Terada          | 1-52       |
| Giappone    | Yuta Nakamoto          | 53-78      |
| Cina        | Zhang Yuan             | 1-102      |
| Polonia     | Przemysław Krompiec    | 53-102     |
| Germania    | Daniel Lindemann       | 5-102      |
| Brasile     | Carlos Gorito          | 53-102     |
| Norvegia    | Nikolai Johnsen        | 53-102     |
| Stati Uniti | Tyler Rasch            | 1-102      |
| Grecia      | Andreas Varsakopoulos  | 53-102     |
| Ghana       | Sam Okyere             | 1-102      |
| Egitto      | Samy Rashad            | 11, 53-102 |
| Cina        | Mao Yifeng             | 103-110    |
| India       | Lucky (Abhishek Gupta) | 103-144    |

### Membri non fissi
| Paese                                 | Nome                          | Episodi                     |
| ------------------------------------- | ----------------------------- | --------------------------- |
| Egitto                                | Sami El-Baz                   | 11                          |
| Italia                                | Alberto Lussana               | 12                          |
| Stati Uniti                           | Danny Arens                   | 13                          |
| Giappone                              | Hiromitsu Takeda              | 17                          |
| Libano                                | Samer Samhoun                 | 18                          |
| Perù                                  | Sam Lévano                    | 19                          |
| Colombia                              | Álvaro Sánchez                | 21                          |
| Stati Uniti                           | Mark Tetto                    | 24                          |
| Nepal                                 | Sujan Shakya                  | 27                          |
| Thailandia                            | Tatchara Longprasert          | 66                          |
| Regno Unito                           | Mark Ancliff                  | 67                          |
| Messico                               | Christan Burgos               | 68, 105, 106, 107, 108, 109 |
| Spagna                                | Gabriel Ruíz                  | 69                          |
| Arabia Saudita                        | Yasser Khalifa                | 70                          |
| India                                 | Bhushan Kumar                 | 71                          |
| Paesi Bassi                           | Sander Roomer                 | 72                          |
| Venezuela                             | Antonio Bompart               | 73                          |
| Cambogia                              | Bot Wisalbot                  | 74                          |
| Austria                               | Matthias Grabner              | 75                          |
| Sudafrica                             | Akeem Pedro                   | 76, 106                     |
| Bulgaria                              | Mihal Ashminov                | 77                          |
| Bolivia                               | Mauricio Loayza               | 78                          |
| Corea del Sud (disertori nordcoreani) | Kang Chun-hyeok               | 79                          |
| Indonesia                             | Kiki Karnadi                  | 80                          |
| Cile                                  | Rodrigo Díaz                  | 81                          |
| Ucraina                               | Andri Kurtov                  | 82                          |
| Vietnam                               | Đỗ An Ninh                    | 83                          |
| Irlanda                               | Cillian Byrne                 | 84                          |
| Finlandia                             | Leo Ranta                     | 85                          |
| Mongolia                              | Jargalmaa Suldbold            | 86                          |
| Argentina                             | Gabriel Schvetz               | 87                          |
| Nuova Zelanda                         | Jack Stenhouse                | 88                          |
| Svezia                                | Ola Håkansson                 | 89                          |
| Bhutan                                | Rinchen Dawa                  | 90                          |
| Cina                                  | Zhao Lijing                   | 91                          |
| Cina                                  | Ma Guojin                     | 91                          |
| Cina                                  | Zhang Wenjun                  | 91                          |
| Bielorussia                           | Yuri Kim                      | 92                          |
| Ungheria                              | Szabolcs Sárközi              | 93                          |
| Azerbaigian                           | Nihat Khalilzade              | 94                          |
| Malaysia                              | Muhamad Khalid (Ismail)       | 95                          |
| Iran                                  | Mohsen Shafiee                | 96                          |
| Stati Uniti                           | Guy Citron                    | 97                          |
| Stati Uniti                           | Jonathan                      | 97                          |
| Stati Uniti                           | Michael Lammbrau              | 97                          |
| Stati Uniti                           | Gabe Dye                      | 97                          |
| Pakistan                              | Ali                           | 98                          |
| Kenya                                 | Francis (Odongo) Ngome Okello | 99                          |
| Marocco                               | Amin Ammor                    | 101                         |
| Singapore                             | Reuben Ho                     | 102                         |
| Regno Unito                           | Emile Price                   | 104                         |
| Cina                                  | Wang Yu                       | 105                         |
| Giappone                              | Hitoshi Ogi                   | 105                         |
| Cina                                  | Wang Xinlin                   | 106                         |
| Iran                                  | Najafizadeh Sudeh             | 107                         |
| Polonia                               | Adela Borowiak                | 107                         |
| Cina                                  | Shen Jing                     | 108                         |
| Stati Uniti                           | Robert Hamilton               | 109                         |